# シャーデンフロイデ
シャーデンフロイデ（独: Schadenfreude）とは、他者が不幸、悲しみ、苦しみ、失敗に見舞われたと見聞きした時に生じる、喜び、嬉しさといった快い感情。

## 概要
生後24か月の幼児にも見られ、不公平嫌悪を確立する重要な社会的感情であるとされる。
過去の事例から、相手への攻撃性、競争心、自分自身が定義した正義から来るものする説がある。

### シャーデンフロイデが生じる状況
ベン・ゼェヴは、シャーデンフロイデが生じる状況の典型的特徴について、以下の3点を挙げている。
他者の不幸が相応と知覚されている不幸の責任の所在によってシャーデンフロイデの生じやすさは変化する。その不幸が他者自身の落ち度であればシャーデンフロイデが生じやすいが、不可抗力な事態であればシャーデンフロイデは生じにくい（生じない訳ではない）。
他者の不幸が深刻では無い相対的に小さい不幸に対してシャーデンフロイデは生じやすい。誰かが死亡するなど、深刻な不幸に対してはシャーデンフロイデは生じにくい（生じない訳ではない）。
他者の不幸に対して受動的である意図的に相手を不幸に陥らせる訳ではなく、たまたま見聞きして幸福感を得る点で、攻撃行動やサディズムとは異なる。
シャーデンフロイデが喚起される重要な要因に復讐心があると想定されている。fMRIを使った実証実験では、女性の復讐心が妬みに分散するのに対し、男性は自分に不利益や不正を働いたものに降りかかる不幸はシャーデンフロイデに直結することを示している。ニーチェはシャーデンフロイデについて「平等性の勝利と回復についての最も卑俗な表現」と述べている。シャーデンフロイデとは何らかの不公正や不平等を感じていた者が、他者が見舞われた不幸によって果たされる消極的な復讐といえる。
シャーデンフロイデを、自分と不幸に見舞われる他者との社会的比較を経て生じる感情の一種として捉える立場もある。
リチャード・H・スミス (Richard H. Smith) は、社会的比較によって生じるさまざまな感情について、他者に生じた出来事が自分と他者にもたらす結果という観点で、自分と他者の社会的優劣による上・下比較と、自分と他者の感情が類似していれば同化的、その逆なら対比的というパラメータに分け、4象限マトリクスで整理した。スミスの分析では、シャーデンフロイデは対象を自分より劣った者と見なす下方比較によって生じる感情であり、不幸によって悲しむ他者の状況に自分は喜んでいる点で対比的といえる。
他者に対してあらかじめ抱いていた感情がシャーデンフロイデを促すという仮説がある。とりわけ妬みはシャーデンフロイデと表裏一体の感情と捉えられている。妬みとは自分には無いものを持つ他者を見て、自分が劣った存在であると自覚する自己意識である。上記のマトリクスで言えば上方比較となり、妬みとシャーデンフロイデは対極的位置にある。架空の人物による仮想場面を用いた実証実験によって、妬みがシャーデンフロイデを促すこと、異性より同性に対してその傾向が強くなること、妬みがシャーデンフロイデに変化する脳内プロセスが明らかにされている。

## 各言語における表現

### ドイツ語
"Schadenfreude"は「損害」「害」「不幸」などを意する "Schaden" と「喜び」を意する "Freude" を合成したドイツ語であり、意味合いとしては「他人の不幸を喜ぶ気持ち」もしくは「人の不幸を見聞きして生じる喜び」をいう。語源学的に紐解けば以下のとおり。
- ［ en: schadenfreude ＜ de: Schadenfreude（="harm-joy "、"害-喜"）＜ Schaden（=damage, harm, misfortune、損害、害、不幸）+ Freude（=joy、喜び）］

"Schadenfreude ist die schönste Freude, denn sie kommt von Herzen.（意：シャーデンフロイデは最高の喜び、なぜならそれは心から来たものである。）" という諺もある。

### 英語
英語には借用語としてほぼそのまま導入されており、"schadenfreude" と綴る。
また、旧来の英語では「他人の犠牲において楽しむ娯楽」を意味する "Roman holiday(s)" が相通じる表現と言える。この語は、ローマ人（古代ローマ市民）が休日に円形闘技場で行われる剣闘士の死闘や罪人の残酷な処刑などといった見世物を楽しんだことに由来しており、日本語訳では「ローマの休日」あるいは「ローマ人の休日」という。オードリー・ヘプバーン主演の映画「ローマの休日」も同様の皮肉が込められている。
初出は、イングランドの詩人ジョージ・ゴードン・バイロン（バイロン卿）が1812年から1818年までの間に著した旅行記『チャイルド・ハロルドの巡礼（原題：Childe Harold's Pilgrimage）』（別の邦題：チャイルド・ハロルドの遍歴）の「18年」篇（1818年）に所収の一節 "He, their sire, Butcher'd to make a Roman holiday!" である。

### 漢語
漢語における類義語としては、『春秋左氏伝』の「荘公二十年」と「僖公一四年」にある表現「幸災樂禍」がある。これは「他人の不幸を見て楽しんだり喜んだりすること」を意味し、四字熟語になっている。「樂禍幸災」も同義の四字熟語で、出典は同じく『春秋左氏伝』の「荘公二十年」と「僖公一四年」である。
- 中国語表記：幸災樂禍（簡体字：幸灾乐祸）、現代日本語表記：幸災楽禍。
- 中国語表記：樂禍幸災（簡体字：乐祸幸灾）、現代日本語表記：楽禍幸災。

同書の編纂者が左丘明であるという伝承に基づく限りでは、いずれも初出は左丘明の存命中ということで春秋時代以内。歴史書『春秋』の編纂に孔子が関わっているなら、孔子の存命中に左丘明が註釈書『春秋左氏伝』を手がけ始めるとは考えられないため、その着手は紀元前479年より早くはない。記述に該当する為政者と治世と西暦年は、魯の第16代君主・荘公の20年で紀元前674年、および、魯の第18代君主・僖公の14年で紀元前646年。

### 日本語
シャーデンフロイデの類義語としては、「隣の貧乏鴨の味」および「隣の貧乏雁の味」があり、「隣の不幸は鴨の味」「隣の不幸は蜜の味」「隣の不幸は鯛の味」「他人の不幸は蜜の味」などともいう。「人の過ち我が幸せ」「隣で餅搗く杵の音一つ食いたい蓬餅」「隣で倉が建てば此方で腹が立つ」「隣り嫉み（となりそねみ）」も類義語。
また、これらに加えて、SNS黎明期の2000年代前半に「他人の不幸で今日も飯が美味い」の略語として2ちゃんねるから生まれたインターネットスラング「メシウマ」があり、その後、「他人の幸福で今日も飯が不味い」および「自分が不幸で今日も飯が不味い」という意味の対義語「メシマズ」も派生した。

## 文化
ユダヤ教の聖書『箴言』の24章17–18節には「17.敵が倒れたことを楽しむな。敵が亡くなったことを喜ぶな。18.神がそのような感情を不快に思い、彼への怒りを翻すことになる。」とある。